# Viljujszki járás

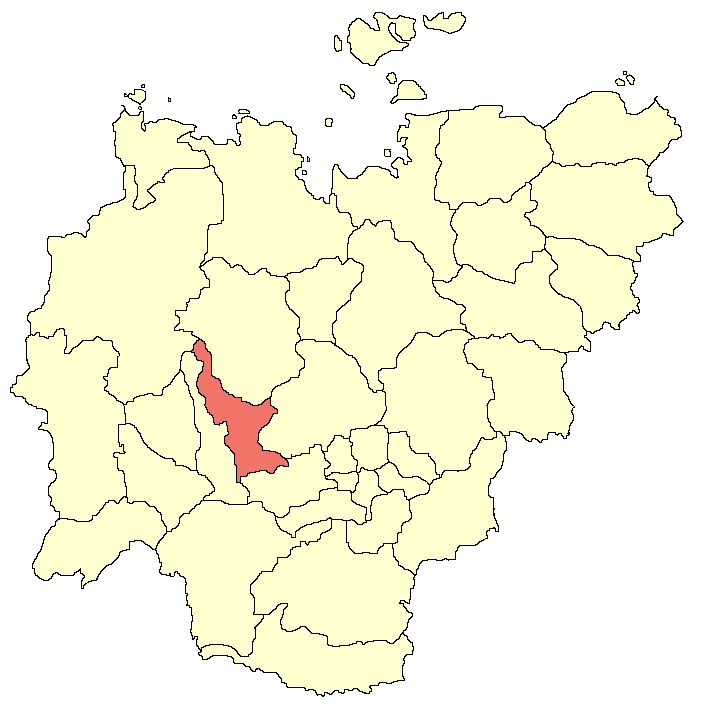
A Viljujszki járás Jakutföldön

A Viljujszki járás (oroszul Вилюйский улус, jakut nyelven Бүлүү улууһа) Oroszország egyik járása Jakutföldön. Székhelye Viljujszk.

## Népesség
- 2002-ben 25 696 lakosa volt, melyből 21 341 jakut (83,05%), 3216 orosz (12,52%), 428 ukrán, 149 tatár, 127 evenk, 70 even, a többi más nemzetiségű.
- 2010-ben 25 222 lakosa volt, melyből 21 294 jakut, 2632 orosz, 370 evenk, 276 ukrán, 107 tatár, 106 even stb.